# D. I. Go Pop
D. I. Go Pop ist das zweite Studioalbum von Disco Inferno. Es wurde 1994 auf Rough Trade Records in Großbritannien und Bar/None Records in den USA veröffentlicht.

## Stil
Der Gebrauch von Samples und gefundenen Klängen, die in die Musik eingebunden wurden, war typisch für die Band. Dieser Stil begann auf den EPs A Rock to Cling To und The Last Dance und erreichte auf diesem Album dann den Höhepunkt.
Die Melodien des Albums werden oft durch Basslinien von Paul Wilmott getragen, während eine fantasievolle Menge von Samples (wie fließendes Wasser, zerbrechendes Glas, Autounfälle oder Faxmaschinen) in die Musik eingebaut werden und so große akustische Collagen entstehen. Anders als die meisten anderen Post-Rock-Bands, zu denen Disco Inferno gezählt wird, war die Musik auf D.I. Go Pop harsch und präzise, während sich die Songtexte von Crause (oftmals nur leise in den Klang eingemischt) sich um Frustration und Sorgen drehen.

## Cover
Das Cover des Albums zeigt ein Foto einer britischen Landschaft, auf das das Radarzeichen der Band drauf montiert wurde. Das Cover wurde von Fuel gestaltet, das Foto stammt von David Spero. Derselbe Stil (Fotos mit Radarzeichen) findet sich auf den EPs Last Dance und Second Language.

## Rezeption
Das Album gilt als wegweisend für das Genre Post-Rock, zusammen mit anderen Alben wie Spiderland von Slint oder Soundtracks for the Blind von Swans.
Am 3. Juni 2004 schreibt Scott Plagenhoef auf Pitchfork Media im Rahmen seiner 9,3/10-Bewertung:

„Wie der missführende Titel ist D.I. Go Pop ein Album voller Widersprüche: Vorherwissende, schwere Balladen wie "Even the Sea Sides Againnst Us" und "A Whole Wide World Ahead" prallen von der potenziellen Grausamkeit der menschlichen Natur ab, werden aber angebunden durch eine schmerzende, aus dem Gleichgewicht gebrachte Schönheit. Beim Großteil des Albums scheint die Bitterkeit und Aggression von Crause wie gefangen im Trubel größerer Klänge, seine Stimme und Ängste wehren sich, gehört zu werden unter dem Lärm von abstraktem Krach und dem Gewicht der Welt um ihn rum.“

## Titelliste
1. "In Sharky Water"  – 4:40
2. "New Clothes for the New World"  – 2:00
3. "Starbound: All Burnt Out and Nowhere to Go"  – 4:01
4. "A Crash at Every Speed"  – 4:43
5. "Even the Sea Sides Against Us"  – 3:44
6. "Next Year"  – 4:04
7. "A Whole Wide World Ahead"  – 4:40
8. "Footprints in Snow"  – 5:29

Alle Titel von Crause, Wilmott und Whatley.